# Monoporella gigantea
Monoporella gigantea är en mossdjursart som beskrevs av James Dick 2008. Monoporella gigantea ingår i släktet Monoporella och familjen Monoporellidae. Inga underarter finns listade i Catalogue of Life.